# Adikekerehosur, Holenarsipur
Adikekerehosur là một làng thuộc tehsil Hole Narsipur, huyện Hassan, bang Karnataka, Ấn Độ.